# گرگ شمالگان
گرگ شمالگان (نام علمی: Canis lupus arctos) که با نام گرگ جزیره ملویل هم شناخته می‌شود، نام زیرگونه‌ای از گرگ خاکستری بومی مجمع‌الجزایر قطبی کانادا از جزیره ملویل تا جزیره الزمیر است. این گرگ از زیرگونه‌هایی است که اندازه متوسط دارند و با اندازهٔ کوچکتر و رنگ سفیدتر و باریکتر بودن بخش بالایی و پشتی جمجمه‌شان،و دندانهای تهی بزرگتر از گرگ شمال غربی تشخیص داده می‌شوند. از سال ۱۹۳۰ در اندازهٔ جمجمه گرگ شمالگان کاهش تدریجی یافته‌است که به احتمال زیاد ناشی از هیبریداسیون گرگ-سگ بوده‌است.
گرگ شمالگان از انسان نمی‌ترسد و در بعضی مناطق چنان به انسان نزدیک می‌شود که می‌توان آن‌ها را نوازش کرد. آن‌ها گهگاه نسبت به انسان رفتار تهاجمی دارند. اتو سوردروپ نوشت در طی اکتشافات
فریتیوف نانسن یک جفت گرگ به یکی از هم تیمی‌هایش حمله کردند که او هم با دسته اسکی‌اش از خود دفاع کرد. در سال ۱۹۷۷ در جزیره الزمیر شش گرگ به یک جفت از دانشمندان نزدیک شده و یکی از آن‌ها روی یکی از دانشمندان پریده و گونهٔ او را خراش داد. تعدادی حوادث مرتبط با گرگ‌های مهاجم در آلرت جایی که گرگ‌ها دهه‌ها در نزدیک ایستگاه‌های هواشناسی محلی زندگی کرده و به انسانها عادت کرده‌اند اتفاق افتاده است.
گرگ شمالگان اولین بار در سال ۱۹۳۵ بعد از بررسی جمجمه‌ای در جزیره ملویل توسط جانورشناس آر.ال پاکوک به عنوان یک زیرگونه مجزا توصیف شد. از سال ۲۰۰۵ هم هنوز این گرگ درانواع گونه‌های پستانداران جهان به عنوان زیرگونه‌ای مجزا شناخته شده‌است.